# Peritelus sphaeroides
Peritelus sphaeroides Germar, 1824 è un  coleottero appartenente alla famiglia dei Curculionidi e alla sottofamiglia delle Entiminae, diffuso in Europa.

## Descrizione
Questo insetto misura dai 5 agli 8 millimetri di lunghezza. La parte superiore del suo corpo è ricoperta di piccole scaglie chiazzate di colore marrone-grigio, raramente più chiare. Il bordo delle elitre è generalmente più chiaro. Il pronoto è leggermente arrotondato così come l'addome. La testa termina con un rostro relativamente largo tra due antenne snodate.

## Ecologia
Questo insetto attacca i tralci di vite, i boccioli di rosa ecc.
Gli adulti di Peritelus sphaeroides sono attaccati da un imenottero predatore, Cerceris quadricincta.